# Frumoasa (Teleorman)
Frumoasa es una comuna ubicada en el distrito de Teleorman, Rumania.

## Superficie
Posee una superficie de 47,48 kilómetros cuadrados.

## Demografía
Hasta 2021 la población era de 1721 habitantes, con una densidad de población de 36,25 habitantes por kilómetro cuadrado.